# Prémio Landon Donovan MVP

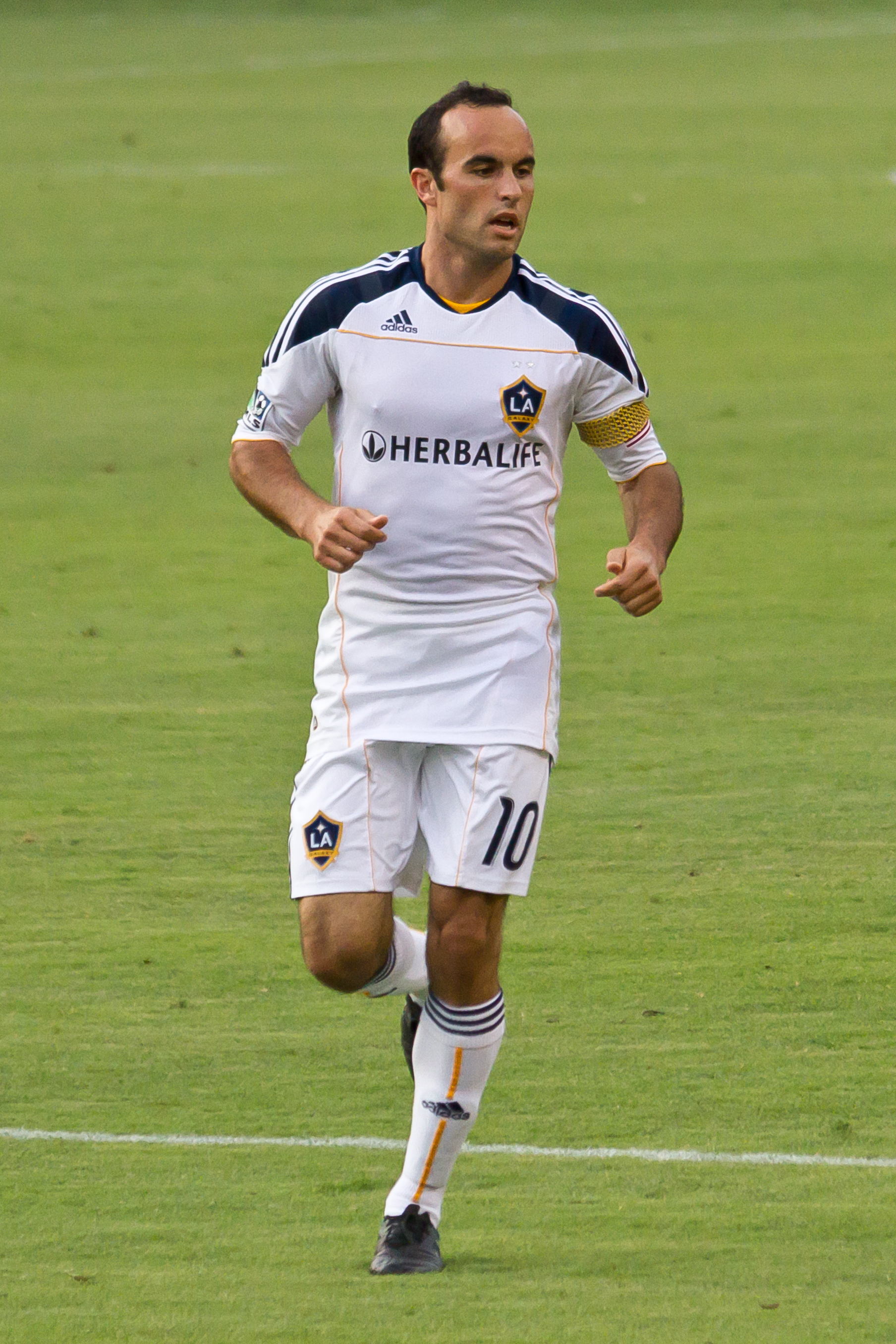
O prémio foi renomeado em 2015 em honra ao seu vencedor de 2009, Landon Donovan

O Landon Donovan MVP Award ou  Prémio Landon Donovan MVP é um prémio anual para os jogadores da MLS. A votação do prémio é feita pelos media, os jogadores da MLS e as equipas técnicas e é atribuído ao jogador considerado mais valioso da liga em cada época.
De 1996 a 2007 o prémio era conhecido como Jogador Mais Valioso MLS Honda, por propósitos comerciais. De 2007 a 2014, o prémio era intitulado Jogador Mais Valioso MLS Volkswagen com o mesmo intuito.
Jogadores do D.C. United ganharam o prémio quatro vezes, detendo assim o recorde, enquanto jogadores do Kansas City e Los Angeles Galaxy ganharam três vezes, "ocupando", assim, ambas as equipas, o segundo lugar do pódio. Predrag Radosavljević, também conhecido como "Preki", foi o único jogador a vencer este prémio por duas vezes, ao serviço do Kansas City, em 1997 e 2003.
A 15 de janeiro, 2015 a MLS renomeou o seu prémio de jogador mais valioso em honra a Landon Donovan.

## Vencedores
| Temporada | Jogador                    | Clube                  | Outros Finalistas                                             |
| --------- | -------------------------- | ---------------------- | ------------------------------------------------------------- |
| 1996      | Carlos Valderrama          | Tampa Bay Mutiny       | Roy Lassiter, Preki                                           |
| 1997      | Preki                      | Kansas City Wizards    | Marco Etcheverry, Carlos Valderrama                           |
| 1998      | Marco Etcheverry           | D.C. United            | Cobi Jones, Peter Nowak                                       |
| 1999      | Jason Kreis                | Dallas Burn            | Marco Etcheverry, Jaime Moreno                                |
| 2000      | Tony Meola                 | Kansas City Wizards    | Mamadou Diallo, Clint Mathis                                  |
| 2001      | Alex Pineda Chacón         | Miami Fusion           | Jeff Agoos, Diego Serna                                       |
| 2002      | Carlos Ruíz                | Los Angeles Galaxy     | Mark Chung, Taylor Twellman                                   |
| 2003      | Preki (2)                  | Kansas City Wizards    | Ante Razov, John Spencer                                      |
| 2004      | Amado Guevara              | MetroStars             | Joe Cannon, Jaime Moreno                                      |
| 2005      | Taylor Twellman            | New England Revolution | Dwayne De Rosario, Jaime Moreno                               |
| 2006      | Christian Gómez            | D.C. United            | Jeff Cunningham, Dwayne De Rosario                            |
| 2007      | Luciano Emilio             | D.C. United            | Juan Pablo Ángel, Cuauhtémoc Blanco                           |
| 2008      | Guillermo Barros Schelotto | Columbus Crew          | Landon Donovan, Cuauhtémoc Blanco                             |
| 2009      | Landon Donovan             | Los Angeles Galaxy     | Shalrie Joseph, Jeff Cunningham                               |
| 2010      | David Ferreira             | FC Dallas              | Edson Buddle, Chris Wondolowski                               |
| 2011      | Dwayne De Rosario          | D.C. United            | Brad Davis, Brek Shea                                         |
| 2012      | Chris Wondolowski          | San Jose Earthquakes   | Thierry Henry, Graham Zusi                                    |
| 2013      | Mike Magee                 | Chicago Fire           | Robbie Keane, Marco Di Vaio                                   |
| 2014      | Robbie Keane               | Los Angeles Galaxy     | Lee Nguyen, Obafemi Martins                                   |
| 2015      | Sebastian Giovinco         | Toronto FC             | Kei Kamara, Benny Feilhaber                                   |
| 2016      | David Villa                | New York City FC       | Bradley Wright-Phillips, Sacha Kljestan                       |
| 2017      | Diego Valeri               | Portland Timbers       | David Villa, Nemanja Nikolić                                  |
| 2018      | Josef Martínez             | Atlanta United FC      | Miguel Almirón, Zlatan Ibrahimović                            |
| 2019      | Carlos Vela                | Los Angeles FC         | Zlatan Ibrahimović, Josef Martínez                            |
| 2020      | Alejandro Pozuelo          | Toronto FC             | Andre Blake, Nicolás Lodeiro, Jordan Morris, Diego Rossi      |
| 2021      | Carles Gil                 | New England Revolution | Hany Mukhtar, João Paulo, Dániel Sallói, Valentín Castellanos |
| 2022      | Hany Mukhtar               | Nashville SC           | Sebastián Driussi, Andre Blake                                |
| 2023      | Luciano Acosta             | FC Cincinnati          | Thiago Almada, Denis Bouanga                                  |
| 2024      | Lionel Messi               | Inter Miami CF         | Cucho Hernández, Evander                                      |